# Santa María Jajalpa
Santa María Jajalpa är en ort i Mexiko.   Den ligger i kommunen Tenango del Valle och delstaten Mexiko, i den sydöstra delen av landet, 60 km sydväst om huvudstaden Mexico City. Santa María Jajalpa ligger 2 583 meter över havet och antalet invånare är 6 755.
Terrängen runt Santa María Jajalpa är kuperad söderut, men norrut är den platt. Runt Santa María Jajalpa är det tätbefolkat, med 266 invånare per kvadratkilometer. Närmaste större samhälle är Metepec, 17,8 km norr om Santa María Jajalpa. I omgivningarna runt Santa María Jajalpa växer i huvudsak blandskog.